# Dichapetalum melanocladum
Dichapetalum melanocladum är en tvåhjärtbladig växtart som beskrevs av F.J. Breteler. Dichapetalum melanocladum ingår i släktet Dichapetalum och familjen Dichapetalaceae. Inga underarter finns listade i Catalogue of Life.